# Garage van den Bergh

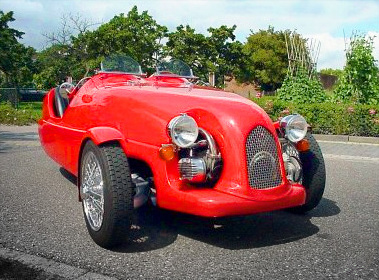
Le Patron mit 3 Rädern

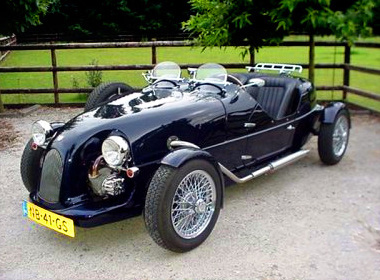
Le Patron mit 4 Rädern

Garage van den Bergh ist ein niederländischer Hersteller von Automobilen. Der Markenname lautet Le Patron.

## Unternehmensgeschichte
Wim und Godfried van den Bergh gründeten 1988 in Ophemert eine Werkstatt. 1991 begann der Import von Lomax, der 1997 endete. 1998 wurde das erste eigene Fahrzeug vorgestellt.

## Automobile
Das Unternehmen stellt Kit Cars auf der Basis des Citroën 2 CV her. Es gibt Versionen mit drei und mit vier Rädern.